# Menologia rustica
I Menologia rustica (almanacchi agricoli) sono un tipo di calendario romano che forniva su base mensile informazioni sulle condizioni e sulle attività relative all'agricoltura, in maniera simile agli almanacchi.
Essi erano esposti in pubblico sotto forma di iscrizioni.
Esempi di tali calendari che sono pervenuti ai giorni attuali sono il Menologium Rusticum Colotianum e il Menologium Rusticum Vallense, entrambi databili al periodo 19–65 d.C. o tra il 36–39 e la fine del I secolo d.C..
Entrambi furono scoperti nel XVI secolo, ma il Menologium Vallense è poi andato perso.

## Descrizione
Il Menologium Rusticum Colotianum fu scoperto da Angelo Colocci ed è conservato presso il Museo archeologico nazionale di Napoli.
Compare sui quattro lati di una base d'altare in marmo, iscritto in dodici colonne (una per mese). Ogni colonna contiene:
- un segno zodiacale;
- il nome del mese;
- il numero di giorni in tale mese;
- la data in cui cadevano le nonae (il quinto o il settimo giorno a seconda del mese);
- il numero di ore di luce e di oscurità nei giorni di quel mese;
- la casa astrologica attraversata dal Sole;
- la divinità tutelare del mese;
- le attività da svolgere in agricoltura;
- le festività religiose che un agricoltore era tenuto ad osservare[5].

Le ville che sorgevano in terreni agricoli mostravano spesso mosaici e pitture murali raffiguranti attività agricole stagionali o mensili, in qualche misura rappresentazioni dei menologia rustica.
Van L. Johnson ipotizzò che la forma a quattro lati dei menologia conservava un ciclo originario dell'"anno" romano o delle festività basato sui quattro mesi.

## Galleria d'immagini
Galleria di immagini del Menologium Rusticum Colotianum (CIL VI 2305=EDR 143318)

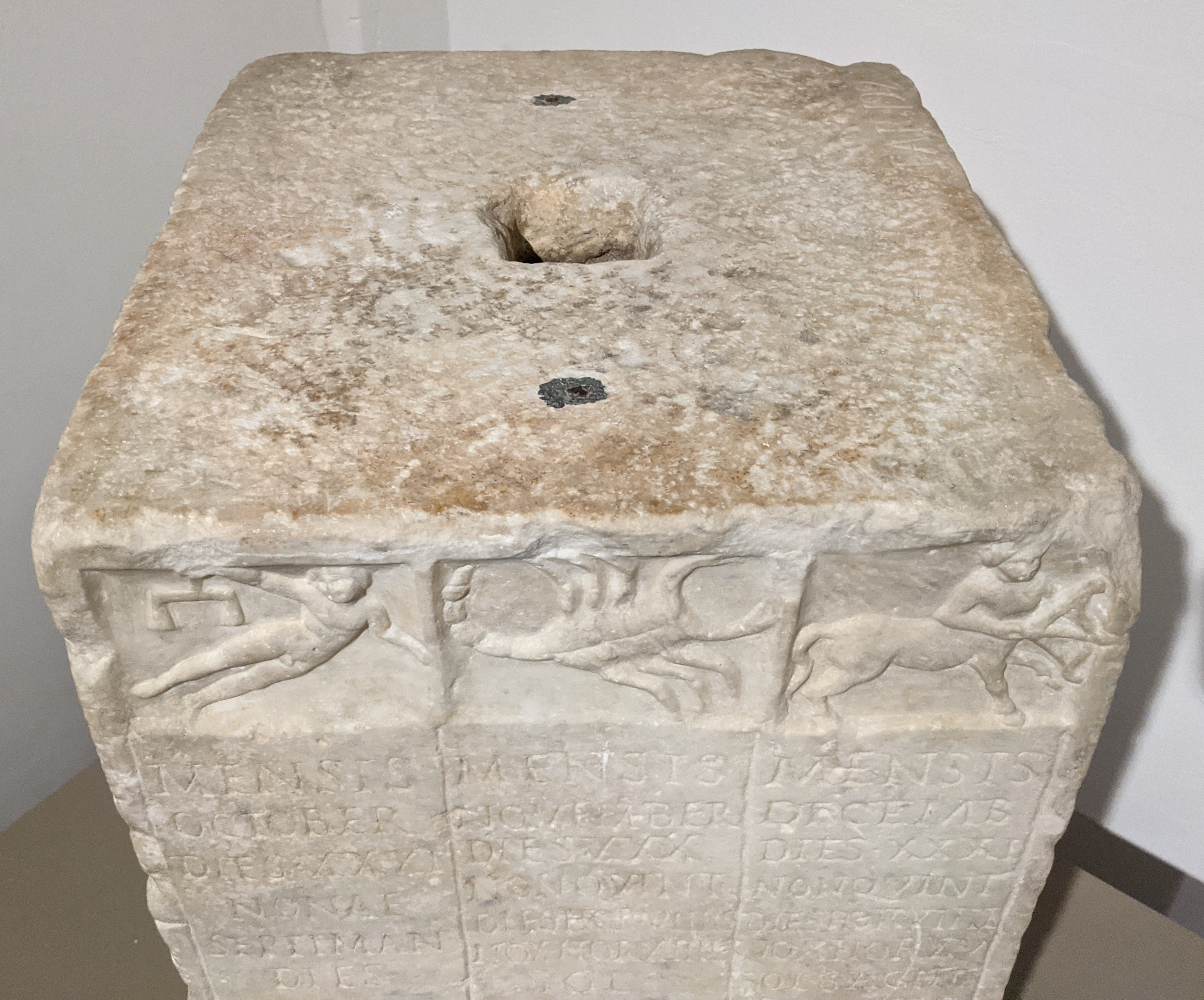
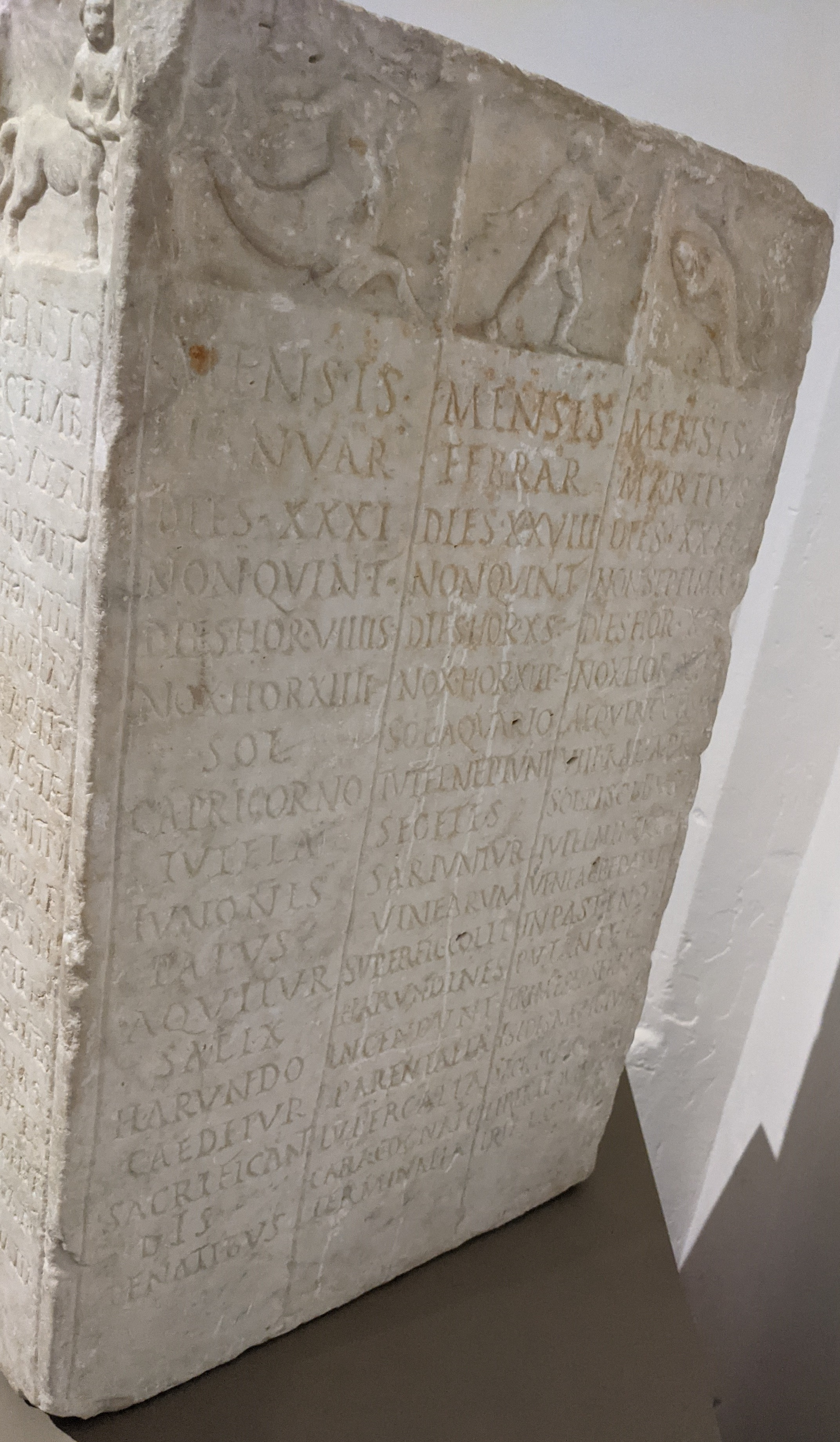
Ian-Mar
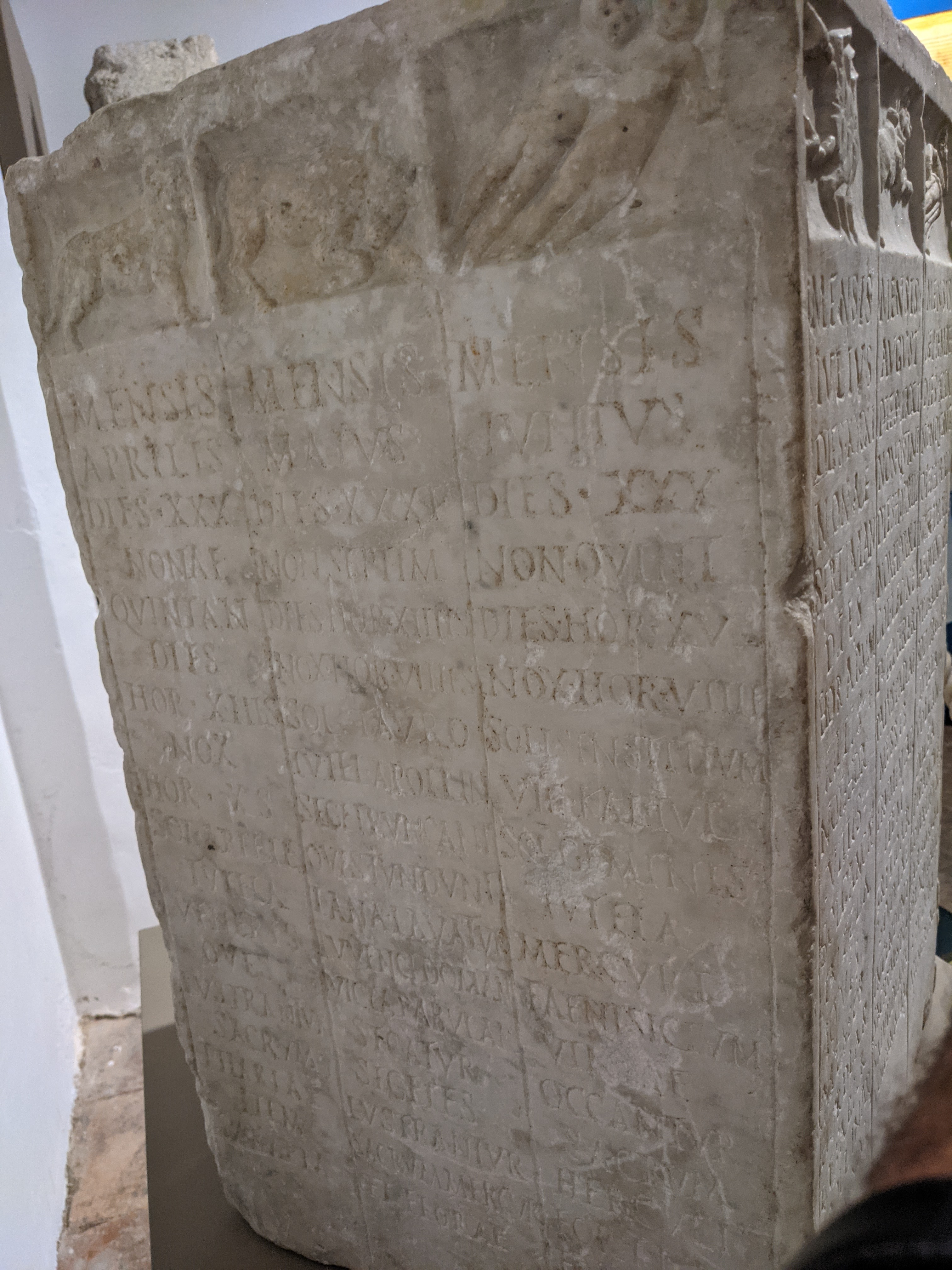
Apr-Iun
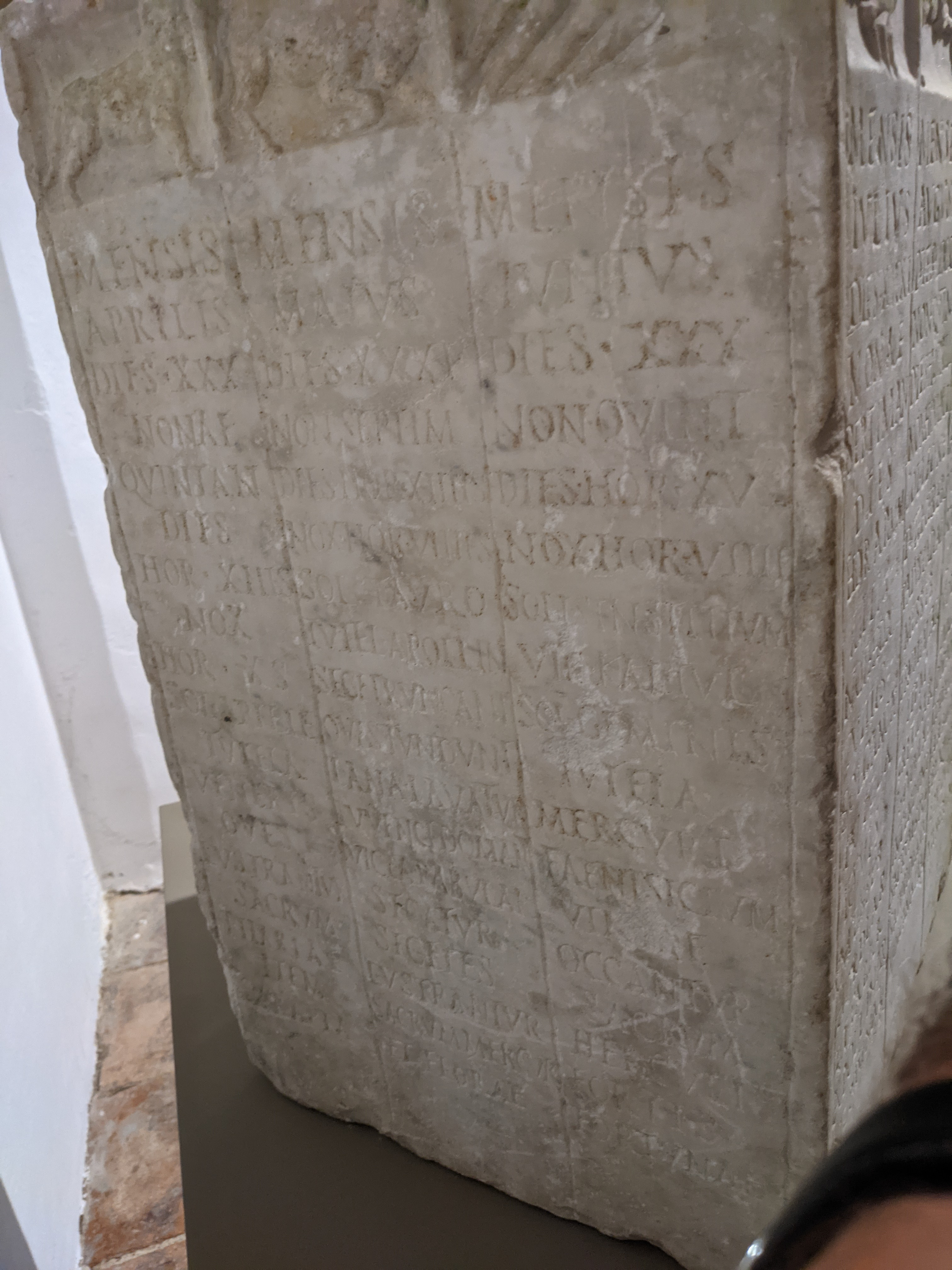
Apr-Iun
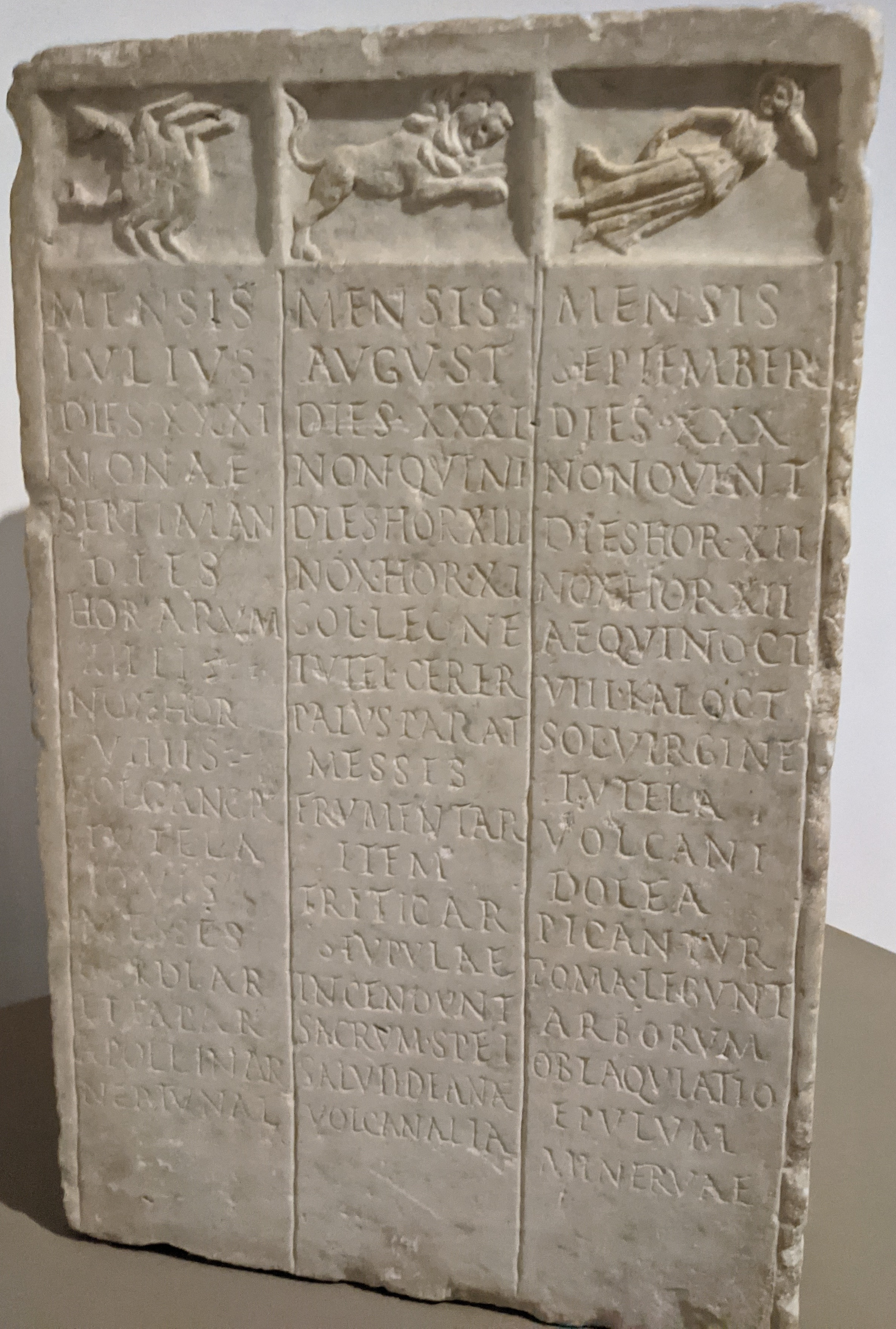
Iul-Sep
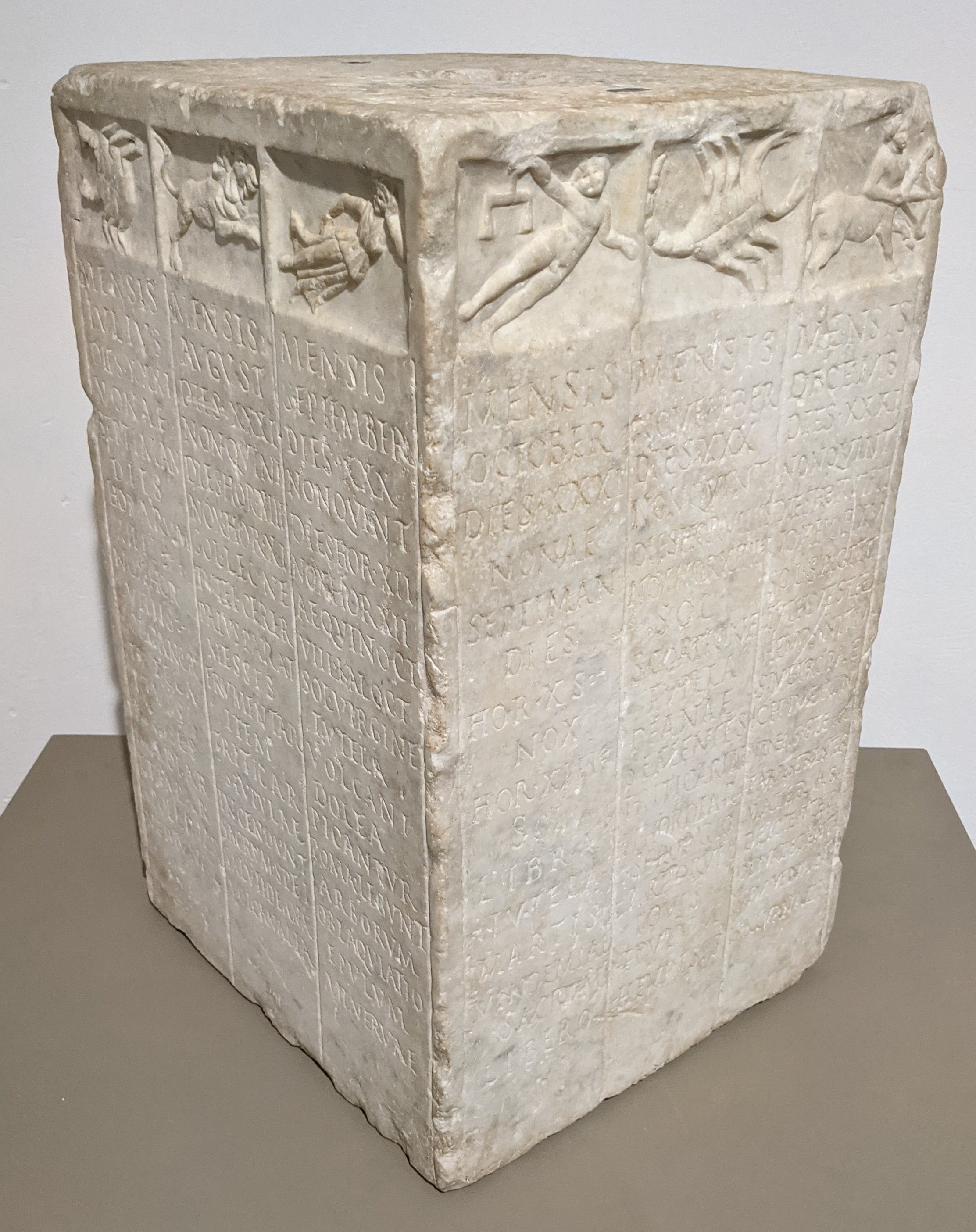
Iul-Sep Oct-Dec
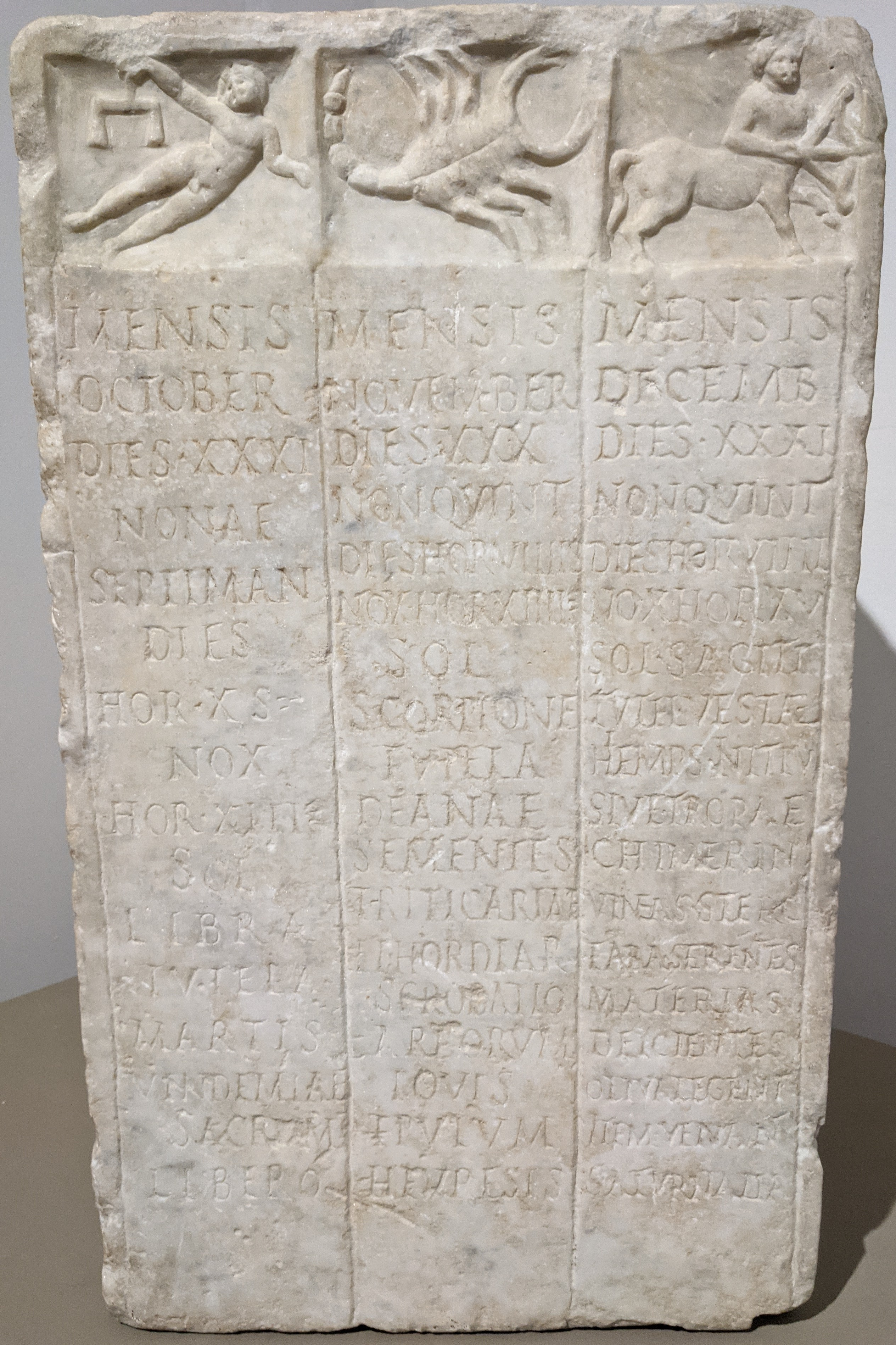
Oct-Dec